# DIGICCO
DIGICCO（でじっこ）は、2001年から2008年まで活動していたキャンペーンガールのユニットである。

## 来歴

### デジっ娘
- 1999年、住友ゴム工業 (DUNLOP) が出展する展示会において、そのコンパニオンを「デジっ娘」と呼ぶ。名称はDUNLOPの商品名「デジタイヤ」 (DIGI-TYRE) に由来する。
- 2001年1月、形態を4人組ユニットとし、東京オートサロンに出演。CDリリースや各種イベントでの活動を開始。
- 2002年、DUNLOPの全日本GT選手権 (JGTC) へのタイヤ供給開始に伴い、サーキットでの活動を開始。
- 2003年、メンバーが河野智美、田中明日香、鬼頭利枝、石神圭衣子の4人に落ち着くが、2004年1月の東京オートサロンをもって全員が卒業となった。

### DIGICCO
- 2004年、ユニット名表記を「デジっ娘」から「DIGICCO」へ変更。元ミニスカポリスの青山知佳をリーダーに、石橋麻実、大坪紗耶、名取静の4人編成としてリニューアルした[3]が、わずか1年で名取以外のメンバーは卒業することになる。その後、池見典子、栗原海、岡元愛美が加入[4]。以後もソロDVDを発売したり、2006年には広州オートショー、北京モーターショーに出演するなど、多彩な活動を行った。
- 2007年、栗原以外のメンバーは卒業。新たに根本愛、吉野めぐみ、渕脇レイナが加わった[5]。この年から活動が縮小され、それまで毎年出演していた福岡オートサロンや札幌オートサロンには出演しなくなった。それでも上海モーターショーなどのイベントに出演する、CDをリリースするなどの活動を続けていたが、前年までの勢いは無かった。
- 2008年1月6日、サンクスパーティー（ライブ）にて'07メンバーの活動終了と、今後はユニットとしての活動を行わない旨が発表された。その後、公式サイトでもそれらの旨が発表された[2]。

#### 活動終了後
- 2008年以降の東京オートサロンにもDUNLOPは出展したが、DIGICCOのようなユニットではなく、通常のキャンペーンガールだった。レースについても同様に通常のレースクイーンと様変わりした。

## 活動
- モーターショー・オートサロンなどの展示会にて、ミニライブ及び製品のキャンペーンを行う。
- JGTC（現：SUPER GT）などのレースにおいては、サーキット内に仮設ステージを設置。ミニライブを行う傍ら、レースクイーンとしても活動する。
- オートバックスなどのカー用品店において、サーキットと同様のステージと販売促進活動を行う。
- キャンペーンガールとしての活動以外に、アイドルユニットとしてライブイベントへの出演を行う。

## メンバー
CDリリース以降。先頭がリーダー。
- 2001年 河野智美、鬼頭利枝、田中明日香、小林由果、加瀬順子、二宮絵里子、木村美香
- 2001年 河野智美、鬼頭利枝、田中明日香、小林由果
- 2002年 河野智美、鬼頭利枝、田中明日香、長谷川由佳[6]
- 2003年 河野智美、鬼頭利枝、田中明日香、石神圭衣子
- 2004年 青山知佳、石橋麻実、大坪紗耶、、名取静
- 2005年 名取静、池見典子、栗原海、岡元愛美
- 2006年 名取静、池見典子、栗原海、岡元愛美
- 2007年 栗原海、吉野めぐみ、渕脇レイナ、根本愛[1]

## 作品
CDシングル
- 空っぽポケットワンダーランド（2001年1月 TONY RECORDS））
- 色づく時間／艶（2001年7月 TONY RECORDS）
- Never Give Up!（2002年1月 TONY RECORDS）
- HAPPY PARTY（2002年9月 TONY RECORDS）
- DRIVEしよう（2003年3月 TONY RECORDS）
- ACTIVE WINTER（2003年10月 TONY RECORDS）
- CIRCLE GAME（2004年3月 TONY RECORDS）
- YOU!THE WINNER（2005年4月 TONY RECORDS）
- DIGITRANCE（2006年9月 TONY RECORDS）
- Happy Happy Together（2007年5月 TONY RECORDS）

CDアルバム
- DIGI ROMANTIC（2006年4月 TONY RECORDS）

DVD
- ICE FIELD 名取静（2006年8月 TONY RECORDS）
- INFINITY 池見典子（2006年8月 TONY RECORDS）
- PERFUME 栗原海（2006年8月 TONY RECORDS）
- IRON CLOUD 岡元愛美（2006年8月 TONY RECORDS）

その他
- Be Rock U (1998 burst style) - コナミの音楽ゲーム『beatmania IIDX 9thstyle』にて歌唱を担当。曲中に流れるムービーにも出演している。

## 出演していた番組
ラジオ
- DUNLOP FUTURE HITS (TOKYO FM)
- 今夜はparty魔法でナイト（Ciao!他） 河野智美レギュラー 2001-2003
- 石橋麻実のサンデーカフェいらっしゃい (FMCiao) 2004-2005

テレビ
- 月刊！DIGICCO（エンタ!371）

## その他
- 2003年から2006年までの楽曲は、サエキけんぞうがプロデュースを担当している。
- 河野智美は作詞、名取静は作詞作曲として楽曲制作に参加した。
- 池見典子と渕脇レイナは東放学園の同級生。
- 多くのメンバーが歌手・ダンス畑出身の中、根本愛は初のレースクイーン経験者からの選考（近野愛として2005年カルソニックレディ）。
- 2006年、2007年の中国でのステージでは、中国語の楽曲や持ち歌の中国語バージョンを披露した。
- 各年のメンバー交代時期には単独ライブ「サンクスパーティ」を行うのが後年の恒例となっていた。
- 運営は株式会社電通名鉄コミュニケーションズが担当していた。

### メンバーの卒業後
- 最終期のメンバーだった栗原海と渕脇レイナはスタイルコーポレーションに移籍し、芸能活動を本格化。吉野めぐみもフリーで活動を続けている。
- 鬼頭はゲーム作品のテーマソング、KinKi Kidsのコーラス、ピンキッシュのボイストレーナーおよび振付師[13]、「ミュージックスクールリカレンス」東京校のボーカル講師などを担当している[14]。